# Laidu

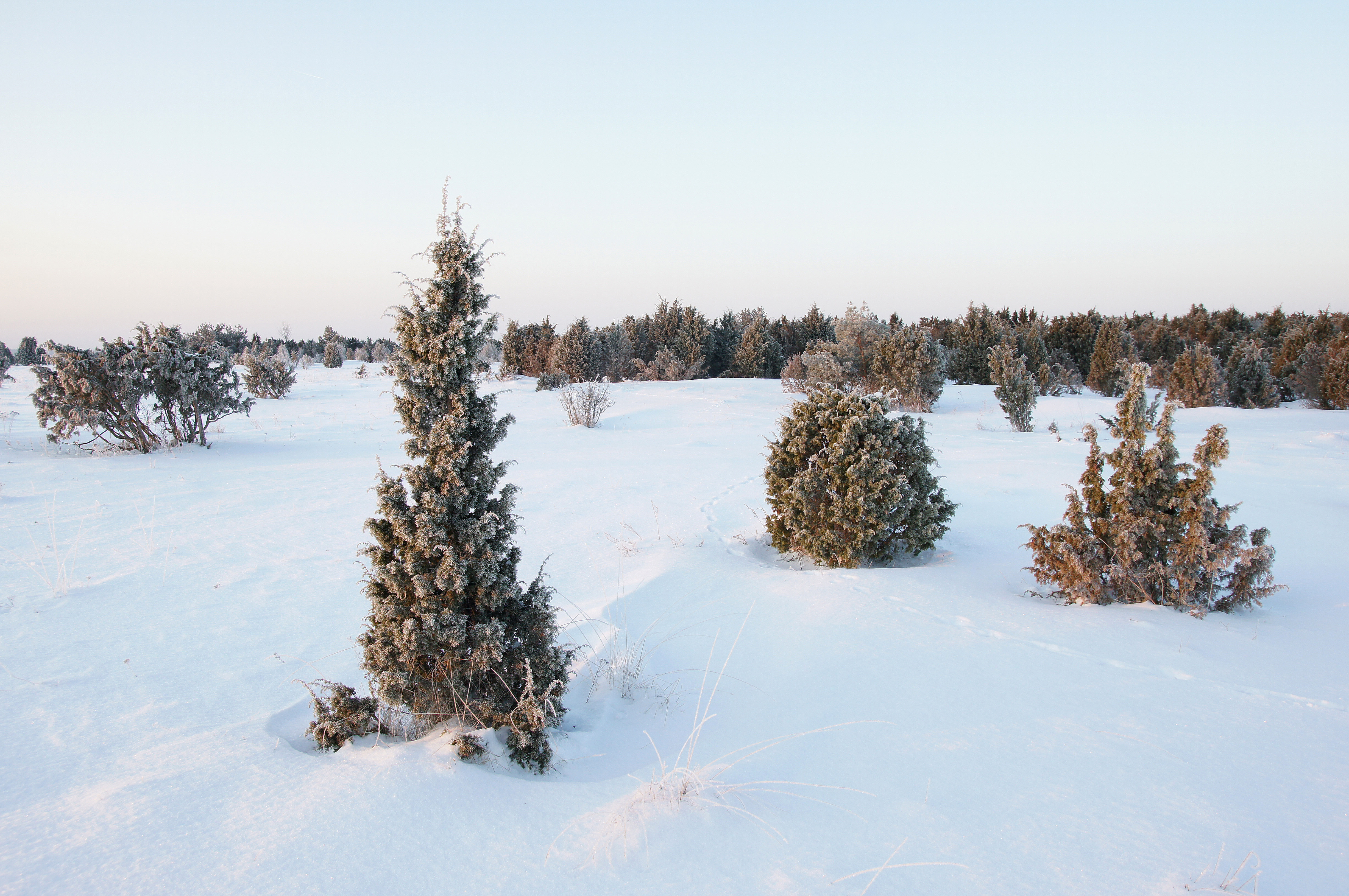
Wintermorgen auf der Insel Laidu

Laidu ist eine unbewohnte Insel, 660 Meter von der größten estnischen Insel Saaremaa entfernt. Die Insel gehört zur Landgemeinde Saaremaa im Kreis Saare. Die Insel liegt in der Küdema laht und ist mit 18,7 Hektarn die größte Insel in der Bucht.